# August von Schmieden
Kurt Gottlob August von Schmieden (* 23. Juni 1860 in Bautzen; † 25. Mai 1939 in Radebeul) war ein sächsischer Generalleutnant.

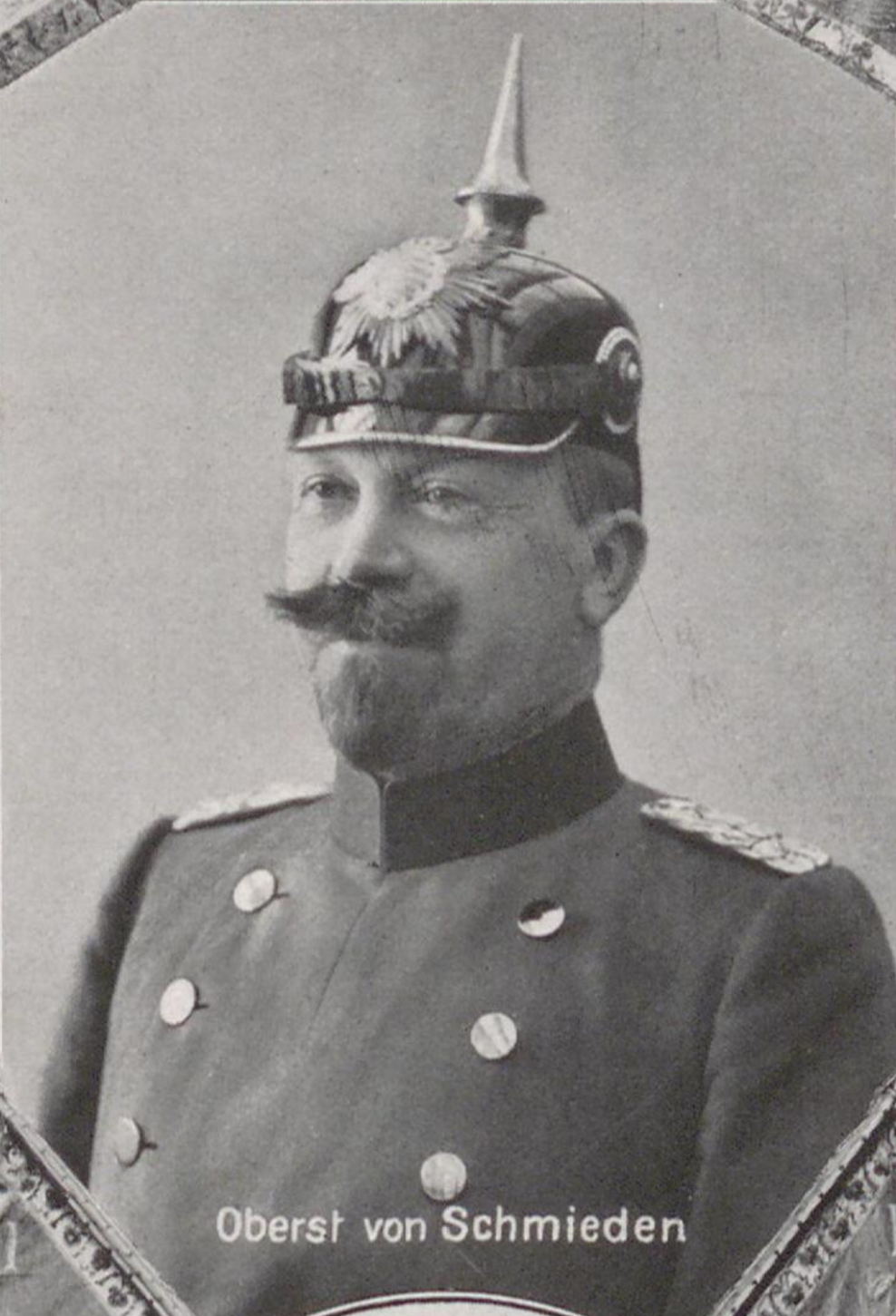
August von Schmieden

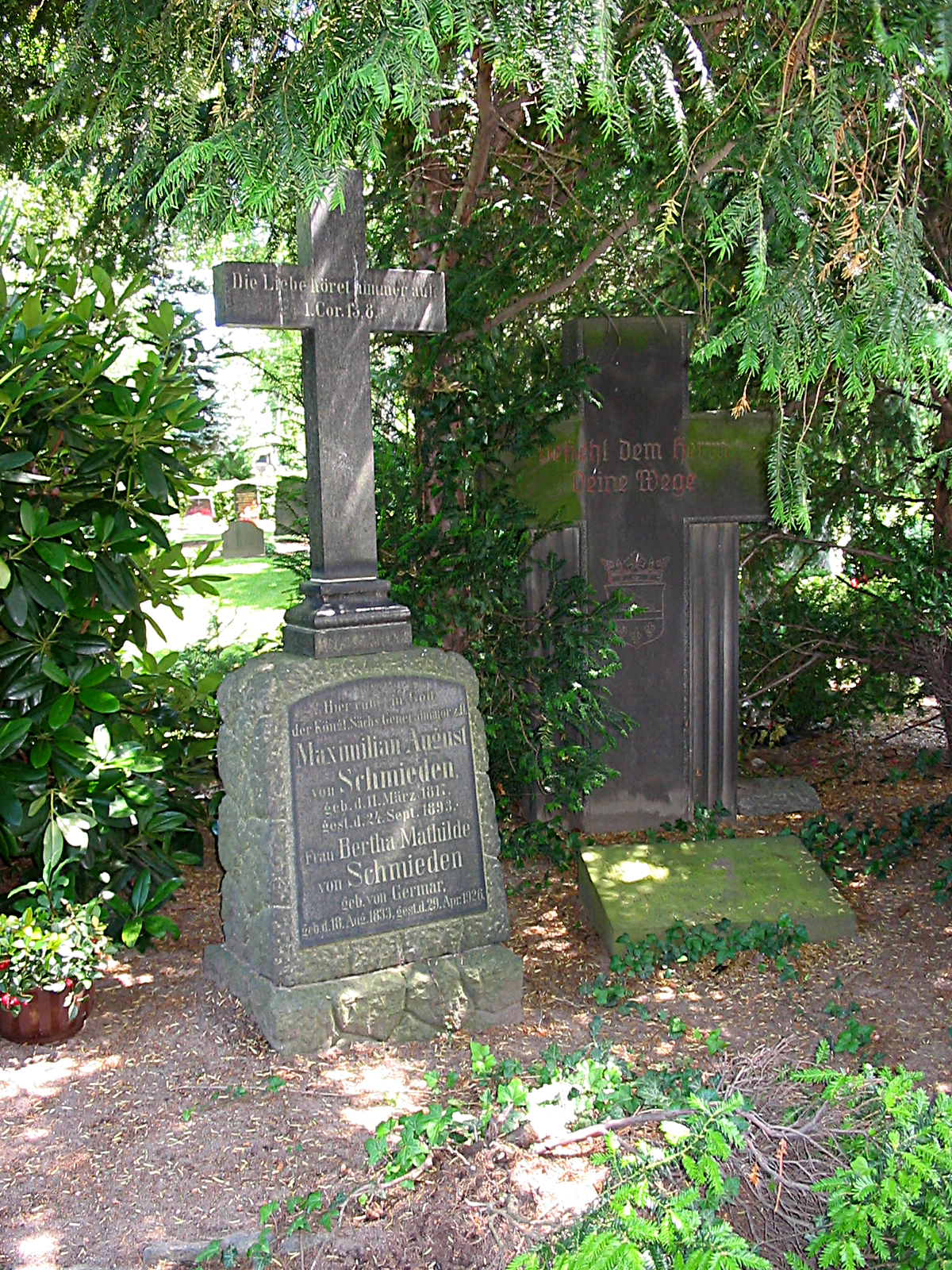
Grabstätte der Familie von Schmieden

## Leben

### Herkunft und Familie
August entstammte dem Adelsgeschlecht von Schmieden und war der Sohn des sächsischen Generalmajors Maximilian August von Schmieden (1817–1893) und dessen Ehefrau Berta Mathilde, geborene von Germar (1833–1926). Er heiratete im November 1891 in Straßburg Ida Freiin von Berg (* 1869), Tochter von Günther Hans Dietrich von Berg (* 1841). Sein Sohn war Werner von Schmieden.

### Karriere
Schmieden trat 1874 als Kadett in die sächsische Armee ein. 1877 erfolgte seine Ernennung zum Fähnrich, sowie ein Jahr später die Beförderung zum Leutnant. In den folgenden Jahren erfolgte 1886 die Beförderung zum Oberleutnant, 1891 zum Hauptmann und 1900 zum Major. Nach Beförderung zum Oberstleutnant am 31. Mai 1906 diente er 1908 als Kommandant des sächsischen Kadettenkorps. Auch war er Kommandeur des Truppenübungsplatzes Zeithain.
Nach Ausbruch des Ersten Weltkrieges gelangte Schmieden als Kommandeur der 105. Reserve-Infanterie-Brigade der 53. Reserve-Division an die französische Westfront. Er erhielt am 27. Mai 1915 das Ritterkreuz des Militär-St.-Heinrichs-Ordens. Sein letzter Dienstgrad war Generalleutnant.
Schmieden wohnte 1920 im Stadtteil Niederlößnitz der heutigen Stadt Radebeul in der heute denkmalgeschützten Borstraße 17 zur Miete. Später erbte er die heute denkmalgeschützte Villa seiner Eltern in der Winzerstraße 43, in der er bis zu seinem Tode dann selbst auch wohnte. Er starb 1939 und wurde ebenso wie seine Eltern auf dem Friedhof Radebeul-West beerdigt.

## Orden und Ehrenzeichen
Bis zum Jahr 1920 waren Schmieden die folgenden Orden und Ehrenzeichen zuerkannt worden:
- Exzellenz
- Militär-St.-Heinrichs-Orden (Ritterkreuz)
- Zivilverdienstorden (Komtur II. Klasse mit Schwertern)
- Albrechts-Orden (Komtur I. Klasse)
- Dienstauszeichnungskreuz
- Orden vom Zähringer Löwen (Kommandeur II. Klasse)
- Herzoglich Sachsen-Ernestinischer Hausorden (Komtur II. Klasse)
- Eisernes Kreuz (I. und II. Klasse)
- Königlicher Kronen-Orden (III. Klasse)